# Tintah (Minnesota)
Tintah is een plaats (city) in de Amerikaanse staat Minnesota, en valt bestuurlijk gezien onder Traverse County.

## Demografie
Bij de volkstelling in 2000 werd het aantal inwoners vastgesteld op 79.

## Geografie
Volgens het United States Census Bureau beslaat de plaats een oppervlakte van
2,0 km², geheel bestaande uit land.

## Plaatsen in de nabije omgeving
De onderstaande figuur toont nabijgelegen plaatsen in een straal van 24 km rond Tintah.